# Дуб-часовня
Дуб-часовня (фр. Chêne d'Allouville) — достопримечательность, расположенная в деревне Аллувиль-Бельфосс, департамент Сена Приморская, Франция.
Его точный возраст неизвестен, в XIX веке его возраст оценивался старше 800 лет, а позднее был оценён в 1200 лет. Он считается старейшим дубом во Франции и относится к категории исторических памятников с 1932 года. Его высота составляет 18 м, а окружность достигает 16 м. В дупле дерева в 1669 году сооружены две молельни: часовня Богоматери Мира (фр. Notre Dame de la Paix) и Часовня отшельника (фр. Chambre de l’Ermite). Винтовая лестница вокруг ствола обеспечивает доступ к ним.
Расположенный недалеко от колокольни деревенской церкви, он привлекает каждый год 30–40 тысяч посетителей.
Дуб является местом паломничества 15 августа в католический праздник Вознесения Девы Марии.

## История
Легенда гласит, что дуб был посажен в 911 году, в связи с основанием Нормандии, но современные ученые считают, что дерево растёт с IX века. Согласно легенде, будущий английский король Вильгельм Завоеватель, герцог Нормандии с 1035 года, останавливался у подножия этого дуба.
По мере старения внутри ствола образовалась небольшая по площади полость, достаточная для жизни в ней подвижника.
Первые письменные сообщения об этом появились в 1696 году. В этот год аббат Детруа, настоятель местного церковного прихода, поместил в описанную пустоту ствола 40 ребятишек, предварительно пообещав им заплатить по мелкой монете. Позже он устроил в дупле две часовни, одну над другой. Нижняя была освящена в честь Девы Марии, верхняя — в честь Крестных мучений[уточнить]. В верхней отец Дю Серсо, друг аббата, обустроил себе келью для отшельнической жизни.
Таким образом письменная запись от 1696 года была сделана аббатом Детруа. После смерти Дю Серсо его келья никем не занималась.
Дуб сумел пережить время Террора, когда революционеры хотели сжечь его из-за его известности и связанных с ним легенд, рассказывавших о его мистической силе. Дуб спас местный житель, школьный учитель Жан-Батист Боннёр. Он снял с дуба старую табличку, проклинающую рассудок, и установил новую с надписью «Храм Благоразумия».
После этих неспокойных событий дубу оставалось лет 50 на то, чтобы восстановить своё прежнее величие в глазах светских властей. Как раз тогда императрица Евгения, жена Наполеона III, передала часовне деревянную позолоченную статую Девы Марии, которая сейчас находится в ризнице церкви Святого Квентина в Алувиле. Часовня, комната над ней и лестница, к ней ведущая, со временем пришли в негодность. В 1853 году аббат Шоле, используя приезд префекта Сены Приморской, попросил о том, чтобы дубу придали статус исторического памятника и отреставрировали стены часовни. Барон Лё Руа передал 1200 франков на реставрацию дуба. Аббат Робер, в то время директор семинарии в Ивето, взял на себя труд присматривать за ходом реставрационных работ, которыми руководил скульптор Мартен из Кодбека. Работы были с успехом выполнены в стиле XVII века. 3 октября 1854 года сразу по окончании работ архиепископ Руана Бланкар де Байоль освятил новый престол и провёл мессу.
В XIX веке Алувильский дуб официально получил статус достопримечательности и стал объектом особого наблюдения со стороны горожан. Они украсили интерьер часовни и для более удобного доступа устроили вокруг ствола деревянные лестницы с перилами. В 1912 году ударившая в дуб молния отколола половину ствола. С того времени дуб постоянно находился под наблюдением, осматривался и укреплялся. Благодаря известному французскому ботанику Анри Гадо де Кервилю в 1932 году[уточнить] дуб получил статус исторического памятника. В 1988 году был смонтирован металлический каркас, призванный поддержать разрушающееся от частого посещения туристами дерево. В 2007 по всем правилам безопасности были заново изготовлены лестницы, ведущие к дубу. В 2008 году с целью улучшить условия осмотра дуба туристами доски и гравийная подсыпка вокруг дерева были заменены.

## Часовни

### Часовня Девы Марии
Аббат Детруа, в то время (конец XVII века) священник Алувиля, заделал на дубе все трещины. Из деревянных деталей он сконструировал небольшую колокольню и установил её на возвышающийся над листвой железный крест. Эта миниатюрная колокольня изображена на гравюре Эсташа Гиацинта Ланглуа. До наших дней она не сохранилась. Во внутренней части ствола аббат устроил часовню, которую посвятил Деве Марии. На двери часовни сегодня ещё можно прочитать: «Поставлена аббатом Детруа, кюре Алувиля, в 1696 году».
Размеры помещения часовни: длина — 1,75 м, ширина — 1,17 м, высота — 2,28 м. Полы выстланы деревом, а в глубине помещения — алтарь, освещаемый двумя подсвечниками и лампой, подвешенной к потолку. На стенах — изображение Девы Марии, святого Иосифа и святого Жана Франсуа Режи. Чтобы оградить вход в алтарь, дверной проём перекрыт решёткой.

### Келья отшельника
Аббат Детруа закончил свой труд сооружением над часовней небольшой комнаты, в которой он обустроил ложе, подходящее по размеру для человека невысокого роста. В комнату он провёл лестницу. В 1710 году в этой келье поселился отшельником отец Дю Серсо. Будучи признанным поэтом, он посвятил дубу одну из своих поэм.

## Биологическое описание дуба
Дуб черешчатый произрастает в северном полушарии. Принадлежит к семейству буковых. Часто встречается на территории Франции (кроме региона Средиземного моря и Корсики). Размеры взрослого дерева достигают 25—30 м. Возраст может достигать от 500 до 1000 лет. У молодых деревьев кора гладкая, со временем грубеет и образует глубокие как продольные, так и поперечные трещины.
Высота дуба в Алувиле, в сравнении с его шириной, небольшая. Длина ствола, полностью прогнившего внутри, от низа до обломанной вершины, может лишь приблизительно сказать о его былой высоте. Форма конусовидная. Алувильский дуб живёт, до сих пор ежегодно выпускает листву и даёт жёлуди.